# 영원 (무덤)
영원(英園)은 대한민국 경기도 남양주시에 있는 대한제국의 마지막 황태자인 의민태자와 황태자비 이방자가 묻힌 무덤이다.
1970년 의민태자가 서거하자 아버지인 대한제국 고종의 홍릉 동편에 무덤을 만들었으며 같은 해 5월 26일 사적 제207호로 지정되었다. 이후 1989년 이방자 여사가 서거한 뒤 이곳에 합장되었다.
망국 이후에 조성되었지만 형식은 조선왕릉의 형식을 따랐으며, 특히 조각은 홍유릉의 영향을 받았다.